# William Montagu, 2. Baron Montagu

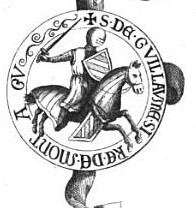
Siegel von William Montagu, 2. Baron Montagu

William Montagu, 2. Baron Montagu (auch Montacute oder Montague) (* um 1285; † Oktober 1319) war ein englischer Adliger, Militär, Beamter und Höfling.

## Herkunft
William Montagu entstammte einer alten anglonormannischen Familie. Er war der älteste Sohn von Simon de Montagu, 1. Baron Montagu. Ob dessen erste Frau Hawise oder dessen zweite Frau Isabella seine Mutter war, ist nicht geklärt.

## Dienst als Militär
Bereits ab 1301 diente William Montagu als Militär während des Ersten Schottischen Unabhängigkeitskriegs. Als King's Yeoman überwachte er 1302 die Verladung von Nachschub für den Krieg in Schottland auf Schiffe. Zusammen mit zahlreichen anderen jungen Adligen wurde er 1306 mit Eduard, Prince of Wales zum Knight of the Bath geschlagen. 1314 diente er als Kommandant von Berwick. In den nächsten Jahren machte er am Hof von Eduard II. weiter Karriere. Im Auftrag des Königs befreite Montagu im November 1315 mit etwa 40 Rittern und Soldaten die entführte Maud de Clare aus Barnard Castle. 1316 wird er als Kommandant der königlichen Reiterei bezeichnet. Im selben Jahr war er einer der Kommandeure bei der Niederschlagung der Revolte von Llywelyn Bren in Wales, anschließend schlichtete er den Konflikt zwischen den Bürgern von Bristol und Bartholomew de Badlesmere, dem Kommandanten von Bristol Castle. Nach dem Tod seines Vaters 1316 erbte er die Familienbesitzungen, die vor allem Ländereien in Somerset mit den Gütern Jerlington und Thurlbear sowie Aston Clinton in Buckinghamshire umfassten, und den Titel Baron Montagu.

## Dienst als Höfling
Im November 1316 wurde Montagu zum Steward of the Royal Household ernannt. Für seinen Dienst am Königshof wurden ihm nicht nur die Schulden erlassen, die sein Vater noch gegenüber der Krone hatte, sondern er erhielt auch eine jährliche Pension von 200 Mark. Dazu übergab ihm der König beschlagnahmte Güter in Cumberland, eine Schiffsanlegestelle an der Themse in London und das Recht, Joan, eine der Töchter und Erbinnen von Theobald de Verdon, 2. Baron Verdon, zu verheiraten. Diese verheiratete er im April 1317 mit seinem ältesten Sohn. Die Heirat fand in der Kapelle von Windsor Castle statt, was ein weiteres Zeichen der Gunst des Königs war. Bis zu seinem Tod konnte Montagu seinen Besitz auf sechzehn Güter vergrößern, die in sieben englischen Grafschaften lagen. Es gelang Montagu, aufgrund der rivalisierenden Gruppen am Königshof und begünstigt durch die Opposition des mächtigen Earl of Lancaster gegenüber dem König das Amt des Stewards zu einer Schlüsselposition am Hof auszubauen. Er beeinflusste den König, informierte Freunde und Verbündete von ihm über die Situation am Königshof und nahm Geschenke von anderen Baronen an, die die Gunst des Königs suchten. Lancaster misstraute Montagu zutiefst und beschuldigte ihn schließlich, zusammen mit dem Höfling Roger Damory nach seinem Leben zu trachten. Im August 1318 söhnten sich der König und Lancaster im Vertrag von Leake offiziell aus. Als Bedingung für die Aussöhnung hatte Lancaster ursprünglich verlangt, dass Montagu die vom König erhaltenen Schenkungen zurückgab. Darauf wurde im Vertrag von Leake verzichtet, doch wohl als Kompensation musste Montagu im November 1318 anerkennen, dass er Lancaster über 413 Mark schuldete. Bis zu seinem Tod zahlte Montagu mindestens einen Teil dieser Summe. Dazu wurde Montagu am 16. November 1318 als Steward entlassen und durch Bartholomew de Badlesmere ersetzt. Möglicherweise sollte dies ein weiteres Zugeständnis an Lancaster sein, der sich jedoch übergangen fühlte, da er als Hereditary Steward of England das Recht beanspruchte, den Steward of the Household zu ernennen. Die Entlassung Montagus ist aber ein starkes Anzeichen dafür, dass Montagu und andere Höflinge keine Middle Party in dem Konflikt zwischen Lancaster und dem König bildeten, sondern klare Unterstützer des Königs waren.

## Seneschall der Gascogne und Tod
Zwei Tage nach seiner Entlassung als Steward wurde Montagu am 20. November 1318 zum Seneschall der Gascogne und von Aquitanien und zum Gouverneur der Île d’Oléron ernannt. Dies war zwar ein hohes und angesehenes Amt, doch damit musste Montagu den Königshof verlassen und verlor seinen Einfluss auf den König. Er starb Ende Oktober 1319 in Südwestfrankreich, wo er auch begraben wurde.
Nach seinem Tod versuchten die rivalisierenden Gruppen am Hof verstärkt, das Amt des Stewards mit einem Mitglied ihrer Gruppe zu besetzen.

## Ehe und Nachkommen
Montagu hatte Elizabeth de Montfort, eine Tochter von Peter de Montfort geheiratet. Mit ihr hatte er vier Söhne und mehrere Töchter, darunter:
- John († vor August 1317) ⚭ Joan de Verdon
- William Montagu, 1. Earl of Salisbury (1301–1344)
- Simon Montagu, Bischof von Worcester und Ely (um 1304–1345)
- Edward Montagu
- Maud Montagu († 1352), Äbtissin von Barking Abbey
- Isabel Montagu († 1358), Äbtissin von Barking Abbey
- Alice Montagu ⚭ Ralph Daubeney

Montagus Witwe Elizabeth heiratete in zweiter Ehe Sir Thomas Furnival. Dessen gleichnamiger Sohn Thomas Furnival hatte Joan de Verdon, die Witwe von Montagus ältestem Sohn John geheiratet.